# Bruine tandbaars
De bruine tandbaars (Epinephelus marginatus), uit het geslacht Epinephelus, komt vooral voor langs de rotsachtige kusten van de Middellandse Zee. Hij wordt ook wel Epinephelus guaza of (in Frankrijk) Merou genoemd.
Deze baars kan maximaal 50 jaar oud worden en een gewicht van 60 kg bereiken. Ze zijn in hun jeugd vrouwelijk en bereiken het mannelijke stadium als ze 9 à 12 jaar oud zijn (zie verder bij tandbaarzen). De bruine zeebaars dreigde uit te sterven, mede vanwege het feit dat de vis, die niet erg schuw is tegenover mensen, makkelijk te vangen was door beroeps- en sportvissers. Ook was zijn vlees een geliefd onderdeel van menukaarten. Dankzij een verbod om deze vis met een harpoen of vishaak te bejagen, is hun aantal in Frankrijk weer flink toegenomen.